# Esporte Clube Internacional (Alenquer)
Esporte Clube Internacional É um clube de futebol da cidade de Alenquer, no estado do Pará, fundado em 16 de setembro de 1950.

## História
Foi criado por sócios da União Sportiva de Alenquer (fundado em 1923), insatisfeitos por não aceitarem a presença de atletas negros, pobres, filhos de mãe solteira ou jogadores do próprio time. Os fundadores foram: Gerson Melo (telegrafista), Jacob Athias (proprietário da Olaria Iacy), Cyro Salomão (gerente da Casa Paysano), Juracy Cordeiro (gerente da Casa Santo Antônio), José do Valle (funcionário do Fomento Agrícola), Juarez Amorim Rebello e Benedito Monteiro.

### Campeonato Paraense
Sua primeira e única participação no Campeonato Paraense foi em 1977. A equipe integrou um grupo com Altamira, Comercial de Belém, Santarém e Tuna Luso, perdendo 3 jogos e empatando um, ficando na lanterna da chave. Na repescagem, perdeu para Liberato de Castro (2 a 1), Santarém (2 a 0) e Altamira (1 a 0), mas conseguiu um empate sem gols com o Remo, que viria a ser campeão estadual. Assim como na primeira fase, o Internacional amargou a última posição, com 1 ponto.
Depois da competição, o clube não voltaria novamente a disputar uma competição em nível profissional.

## Desempenho em competições
| Ano  | Posição |
| 1977 | 12º     |